# Bücker Bü 131
Pour les articles homonymes, voir Bücker.
Le Bücker Bü 131 Jungmann (jeune homme) est un biplan d’entraînement réalisé par Bücker Flugzeugbau qui fut utilisé par la Luftwaffe pendant la Seconde Guerre mondiale.

## Développement
Après avoir servi dans la Kaiserliche Marine pendant la Première Guerre mondiale, Carl Bücker déménage en Suède, où il devient directeur général de Svenska Aero AB (à ne pas confondre avec Svenska Aeroplan AB, SAAB). Il retourne ensuite en Allemagne avec Anders J. Andersson, un jeune designer de SAAB. Bücker Flugzeugbau GmbH fut fondée à Berlin-Johannistahl, en 1932, et le premier avion à entrer en production sera le Bü 131 Jungmann.
Le Bü 131 fut le dernier biplan construit en Allemagne. Il avait deux cockpits ouverts en tandem et un train d'atterrissage fixe. Le fuselage était en tubes d'acier, recouvert de tissu et métal, les ailes en bois et toile. Il effectua son premier vol avec un moteur Hirth HM60R de 80 ch (60 kW).
En 1936, il sera suivi par le Bü 131B, équipé d'un Hirth 504A-2 de 105 ch (78 kW). L'essentiel de la production pour la Luftwaffe pendant la guerre aura été faite par Aero à Prague.
Conçu par l’ingénieur suédois Anders J. Anderson, le prototype effectue son premier vol le 27 avril 1934. La version de série fut utilisée dans les écoles de pilotage mais aussi par la Luftwaffe alors en plein essor, qui le mit en œuvre en raison de ses excellentes qualités de vol, notamment en voltige aérienne.
Environ 5 000 exemplaires furent fabriqués au total dont 3 000 en Allemagne (licences comprises).
En Espagne, la production continua chez CASA jusqu'au début des années 1960 sous la dénomination CASA 1131. Le Jungmann fut utilisé pour la formation ab initio des pilotes de l'armée de l'air espagnole jusqu'en 1976.

## Variantes
- Bü 131A : Biplace d'entraînement. Production initiale.
- Bü 131B : Version améliorée, équipée d'un moteur Hirth HM 504A-2.
- Bü 131C : Version expérimentale à moteur Cirrus Minor de 67 kW (90 cv). Un seul exemplaire.
- Kokusai Ki-86A Type 4 d'entraînement initial : Version produite au Japon qui reçoit un moteur Hitachi Ha-47.
- Kokusai Ki-86B Type 4 d'entraînement : Version dont la cellule est construite en bois.
- Kyushu K9W1 Momiji Navy Type 2 Model 11 : Production Japonaise pour la Marine Impériale. Le moteur est un Hitachi GK4A Hatsukaze 11.
- Tatra T.131 : Version tchèque produite chez Tatra Kopřivnice sous licence avant la guerre.
- Aero C-4 : Production en masse au sein de la Tchécoslovaquie occupée. Le nom reste celui de Bücker Bü 131B et restera utilisé après la guerre avec un moteur original Hirth.
- Aero C-104 : Développement tchèque d'après guerre, avec un moteur Walter Minor 4-III. 260 machines furent construites.
- CASA 1.131 : Version construite sous licence en Espagne.
- BP 131 : Version modernisée construite sous licence.
- SSH T-131P : Version polonaise modernisée de pré-production, propulsée par un Walter Minor 4-III de 78 kW (105 ch). Quatre exemplaires construits à partir de 1994.
- SSH T-131PA : Version principale polonaise, équipée d'un moteur LOM M332AK de 103 kW (138 ch). premier vol en 1995.

## Utilisateurs militaires
- Afrique du Sud
- Reich allemand
- Allemagne
- Bulgarie
- État indépendant de Croatie
- Espagne
- Finlande
- Grèce
- Hongrie
- Japon
- Pays-Bas
- Roumanie
- Suède
- Slovaquie

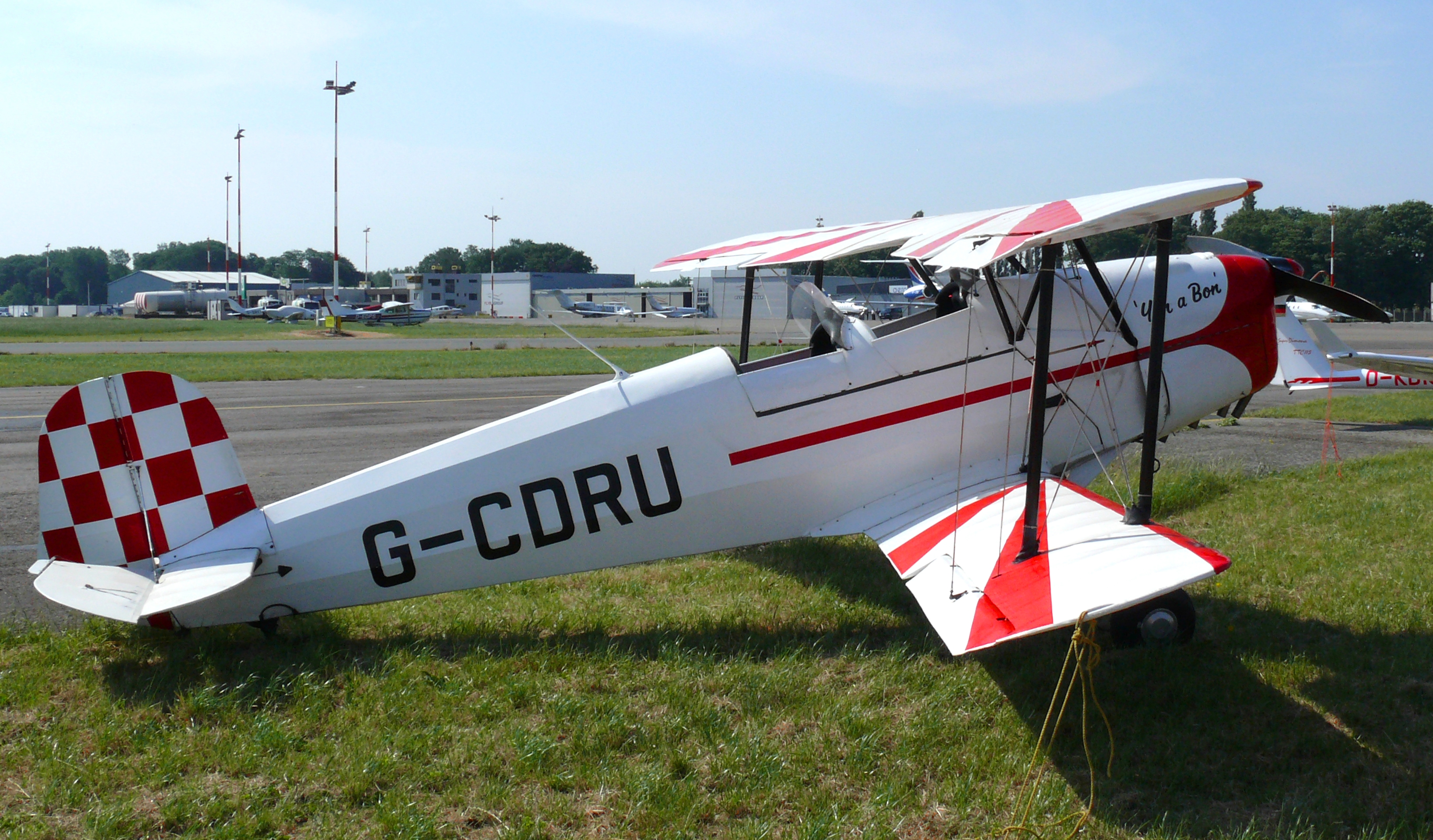
Un Jungmann espagnol CASA 1.131.

- Suisse : Troupes d'aviation et de DCA : En 1936 plusieurs types d'avions sont testés par les troupes d'aviation suisses afin de trouver le meilleur pour la formation de base des pilotes. Le Jungmann domine la concurrence et 94 Bücker Bü-131B Jungmann sont commandés. Les six premiers, immatriculés de A-1 à A-6 sont des originaux fabriqué par Bücker, les avions immatriculés de A-7 à A-84 sont fabriqué en Suisse sous licence par Doflug Altenrhein et les appareils immatriculés de A-85 à A-94 sont des appareils d'aéroclubs réquisitionnés. Mis en service en 1936, les survivants sont remis à l'aéroclub de Suisse en 1972. Cinq avions sont munis d'un crochet de remorquage pour planeurs[2].
- Tchécoslovaquie
- Royaume de Yougoslavie
- Yougoslavie

## Voir aussi

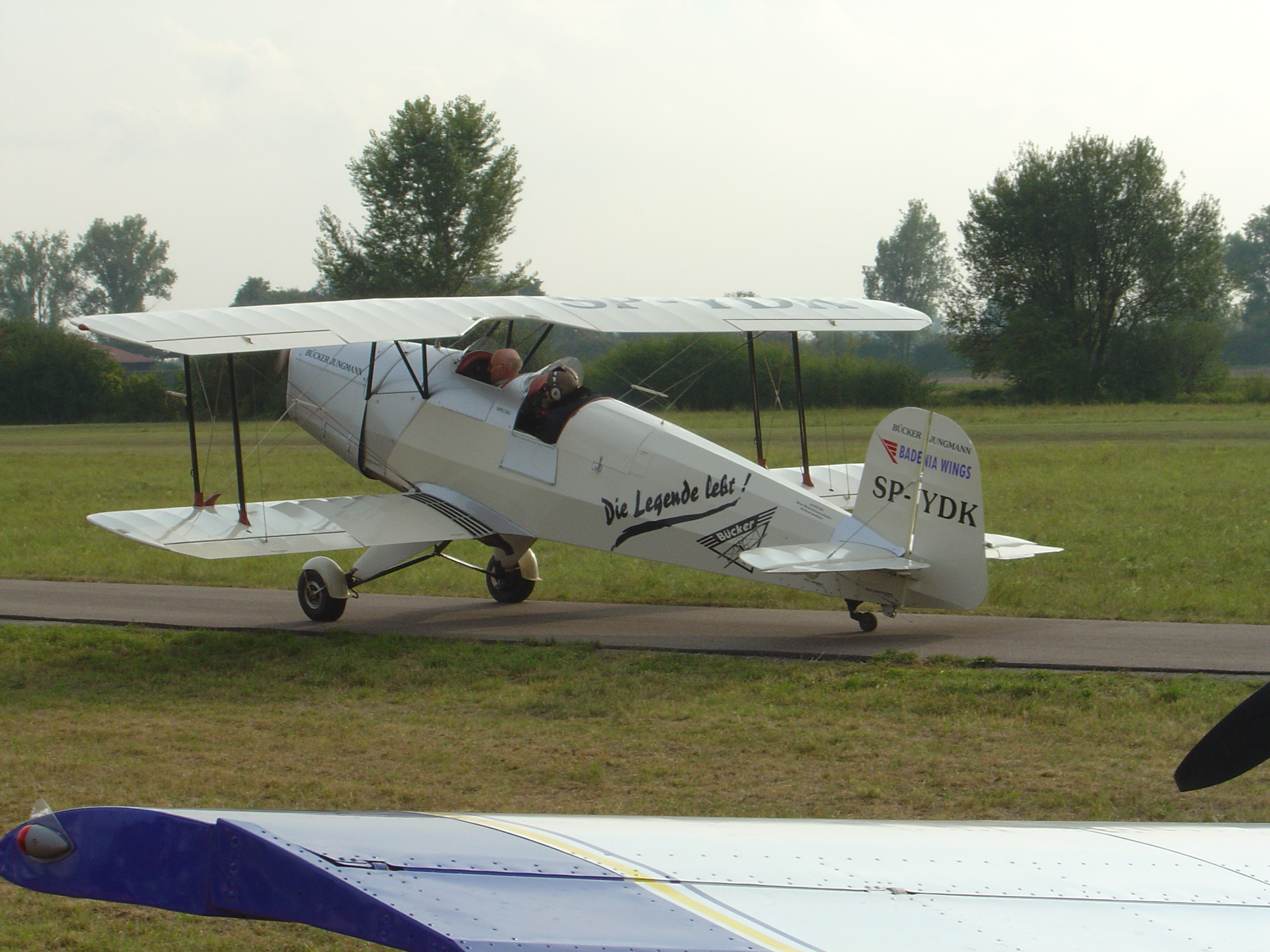
Bücker Bü 131B (de fabrication polonaise récente).

### Développement lié
- Bücker Bü 133

### Aéronefs comparables
- Boeing-Stearman Kaydet
- de Havilland Tiger Moth
- Fleet Finch (en)
- Great Lakes Sport Trainer
- Stampe SV.4
- Polikarpov Po-2